# Crisi della Guayana Esequiba del 2023
La crisi della Guayana Esequiba del 2023 è una crisi diplomatica in corso tra la Guyana e il Venezuela, riguardante il controllo della Guayana Esequiba.
Parte di una disputa territoriale risalente all'epoca coloniale, la crisi si rianima nell'aprile 2023, con la decisione del presidente venezuelano Nicolás Maduro di indire un referendum consultivo circa l'annessione della Guayana Esequiba come stato federato del Venezuela.

## Antefatti

### L'epoca coloniale
Sotto l'Impero spagnolo, l'intera regione formava parte della Capitaneria generale del Venezuela, succeduta poi dal Venezuela il raggiungimento dell'indipendenza. Nonostante ciò, la regione dell'Esequibo rappresentava una regione di frontiera scarsamente popolata a causa della sua inaccessibilità, e il controllo esercitato dal Venezuela era prevalentemente de iure. Già dal XVII secolo, i Paesi Bassi governavano parte della regione della Guiana sotto forma di colonia, e alla fine del Settecento questi territori furoni ceduti all'Impero britannico formando la colonia Guyana britannica. Il trattato che aveva sancito il trasferimento in mano britanniche della Guyana non ne definiva però i confini occidentali, e l'esploratore tedesco Robert Hermann Schomburgk fu incaricato di tracciare quella che diventerà la Linea Schomburgk, che includeva 80 000 km² di territorio rivendicato dal Venezuela. Le truppe britanniche assunsero il controllo di quest'area nel 1841 e, in seguito alla scoperta di giacimenti d'oro nella zona, il territorio rivendicato dall'Impero Britannico si espanse ancora nel 1886.
Gli Stati Uniti, seguendo la dottrina Monroe, denunciarono che il confine era stato modificato in "maniera misteriosa", e proposero un arbitrato internazionale per risolvere la questione. Tale arbitrato si concluse con il Lodo di Parigi del 1899, che sanciva il controllo della Guyana britannica su tutto il territorio, e stabiliva il confine nella sua forma attuale. Il Venezuela però si rifiutò di riconoscere la validità della decisione, e nel 1949 fu scoperto un documento dell'avvocato statunitense Severo Mallet-Prevost, che partecipò alla difesa del Venezuela nel lodo arbitrale di Parigi, in cui denunciava che i giudici non erano stati imparziali, poiché tutto era predisposto a favore della Guyana.
Successivamente, il Venezuela firmò con il Regno Unito l'Accordo di Ginevra nel 1966, prima dell'indipendenza della Guyana avvenuta nello stesso anno, che stabiliva le basi per una soluzione negoziata alla disputa territoriale. Sulla base di quest'accordo, il Venezuela rivendica la propria sovranità sulla regione, mentre la Guyana, da parte sua, sostiene che il Venezuela ha rinunciato allo stesso con il Lodo di Parigi.

### La scoperta di giacimenti petroliferi in Guyana
Sotto la guida del presidente Nicolás Maduro, il governo venezuelano ha iniziato ad adottare una linea più dura nei confronti della Guyana. Il 10 ottobre 2013 l'Armada Bolivariana, la marina dell'esercito venezuelano, ha intercettato una nave da ricerca incaricata dal governo guianese di esplorare il fondale marino, trasferendo poi l'equipaggio sull'isola di Margarita per sottoporli a processo. Il Ministero degli Affari Esteri della Guyana ha denunciato che l'imbarcazione si trovava in acque guyanesi, al che la sua controparte venezuelana ha redatto una nota diplomatica nella quale affermava che la nave stava conducendo un'esplorazione petrolifera in acque venezuelane senza autorizzazione.
In seguito alla concessione da parte della Guyana di nuove licenze per l'estrazione di petrolio a ExxonMobil, nel 2015 il Venezuela ha accusato quest'ultima di infrangere il diritto internazionale, dando luogo a una crisi diplomatica di entità minore culminata col sequestro di un'imbarcazione venezuelana, la Yakuna, da parte delle autorità guyanesi. Nello stesso anno Maduro ha annunciato l'intenzione di portare la questione davanti alla Corte internazionale di giustizia (CGI), mentre ne 2018 la Guyana ha intrapreso un processo di arbitrato contro il Venezuela per appurare la validità del Lodo di Parigi.
Il Center for Strategic and International Studies ha dichiarato che, fra il 2015 e il 2021, sono state scoperte in Guyana riserve petrolifere corrispondenti a 8 miliardi di barili, cifra salita a 11 miliardi nel 2023, posizionando il paese fra i 20 più ricchi di petrolio. Il Venezuela ha richiesto nuovamente un arbitrato della CIG, mentre il Ministro delle Risorse Naturali della Guyana ha ammesso che ExxonMobil aveva aiutato il paese finanziariamente per il pagamento delle spese legali, oltre al pagamento di un bonus non reso noto per l'assegnazione della licenza.

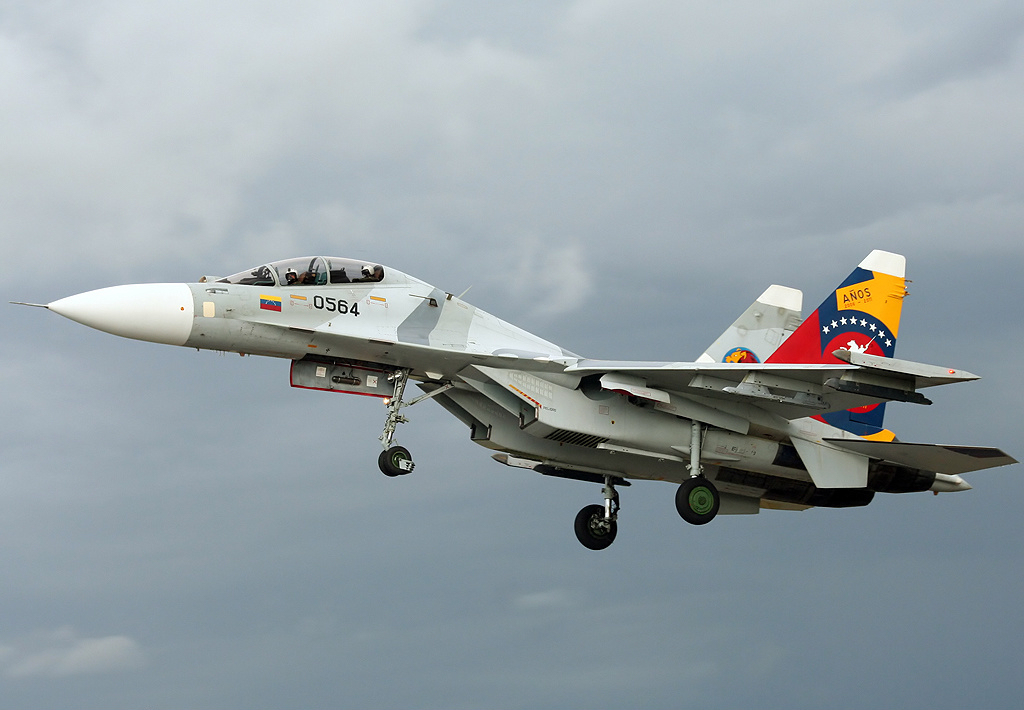
Un Sukhoi Su-30 venezuelano, stesso modello dei due caccia che ha violato lo spazio aereo guyanese nel marzo 2021

Il 7 gennaio 2021, il presidente Maduro ha promulgato il decreto n.4415, con il quale il paese rivendicava il controllo del fondale marino per un'estensione di 200 miglia nautiche dal delta dell'Orinoco, in un'area nella quale la Guyana aveva recentemente scoperto giacimenti di gas. Successivamente, il 21 gennaio il pattugliatore Commandante Hugo Chavez GC 24 della marina venezuelana ha catturato due pescherecci guyanesi nella zona economica esclusiva della Guyana. Il 2 marzo 2021, due caccia multiruolo Sukhoi Su-30 dell'Aviazione Militare Venezuelana hanno violato lo spazio aereo guyanese sopra il villaggio di Eteringbang. L'allora ministro degli esteri guyanese, Hugh Todd, ha risposto all'incidente dichiarando che:
Nell'aprile del 2023, la CIG ha determinato di avere giurisdizione sulla disputa presentata dalla Guyana nel 2018 per determinare a quale nazione spettasse il controllo del territorio.
In seguito alla scoperta di ulteriori giacimenti di idrocarburi, il 19 settembre del 2023 la Guyana ha autorizzato sei compagnie petrolifere straniere, fra le quali ExxonMobil, a condurre trivellazioni in acque rivendicate dal Venezuela.

## Sviluppo degli eventi

### Il referendum del 2023
Il governo di Nicolás Maduro ha indetto un referendum consultivo per il 3 dicembre 2023 nel quale vennero sottoposte cinque domande ai cittadini, tra cui se sono d'accordo ad "opporsi, con tutti i mezzi, in conformità con la legge, alla pretesa della Guyana di disporre unilateralmente di un mare in attesa di delimitazione, illegalmente e in violazione del diritto internazionale" e se fossero favorevoli a dare la nazionalità venezuelana ai 125 000 residenti della Guyana Esequiba. Il governo venezuelano ha criticato gli "abusi della ExxonMobil" e del Comando Sud degli Stati Uniti, realizzando una campagna mediatica che ha fatto appello al patriottismo venezuelano. María Corina Machado, leader della coalizione politica di opposizione, ha chiesto di sospendere il referendum per formare invece una squadra nazionale incaricata di presentare un ricorso alla Corte internazionale di giustizia, mentre Manuel Rosales e Henrique Capriles, ex candidati alla Presidenza del paese, si sono espressi a favore: Rosales ha esortato i cittadini a votare, mentre Capriles ha dichiarato pubblicamente la sua intenzione di votare a favore.
Il giorno dopo l'annuncio del referendum consultivo, il ministro del Potere Popolare per la Difesa del Venezuela, Vladimir Padrino López, ha dichiarato che la ricerca di idrocarburi nello spazio marittimo disputato che era stata autorizzata dalla Guyana avrà una "risposta forte e proporzionale". Il giorno successivo, l'esercito venezuelano ha promesso di costruire una pista di atterraggio vicino al confine con il territorio conteso. L'annuncio del referendum ha scatenato una crisi diplomatica tra i due paesi.
Nel quadro dell'aumento delle tensioni tra i due paesi, il principale partito di opposizione della Guyana, l'Alliance for Change (AfC), ha chiesto di vietare ai venezuelani con cittadinanza guyanese di votare alle elezioni, nonché di sospendere la concessione della nazionalità alle persone provenienti dal paese vicino.
I rappresentanti del Venezuela e della Guyana hanno richiesto, in un'udienza tenutasi davanti alla Corte di giustizia internazionale a metà novembre 2023, che questa riconoscesse la loro sovranità sull'Essequibo. La Guyana ha anche chiesto l'abrogazione del referendum, sostenendo che il Venezuela intendeva annettere il territorio, richiesta che il governo venezuelano ha respinto.
In questo contesto, alla fine di novembre 2023, il presidente della Guyana Irfaan Ali ha incontrato i soldati che sorvegliano il confine tra i due paesi e il giorno successivo la Guyana ha pubblicato un video in cui alzava la bandiera della Guyana durante un evento sul monte Pakarampa in Essequibo, vicino allo stato di Bolívar in Venezuela, dove il presidente Ali ha prestato giuramento di lealtà nazionale. Dopo questi atti, il ministro della Difesa del Venezuela, Vladimir Padrino López, ha dichiarato che le forze armate venezuelane saranno "permanentemente vigili su qualsiasi azione che attenti contro l'integrità territoriale", chiedendo alla popolazione di votare al referendum e aggiungendo che il conflitto "per ora" non era una guerra. Il governatore dello stato venezuelano di Zulia, Manuel Rosales, ha dichiarato che "la Guyana Esequiba è al cento per cento territorio venezuelano", sostenendo che le azioni della Guyana violavano l'accordo di Ginevra del 1966 e criticando il fatto che l'ONU e l'OSA non si fossero espresse al riguardo.
Due squadre del Dipartimento della difesa degli Stati Uniti d'America avrebbero dovuto visitare la Guyana alla fine di novembre. La Guyana ha proposto di stabilire basi militari straniere nel paese guyanese. Il 30 novembre 2023, lo youtuber messicano Alex Tienda è stato arrestato in Guyana mentre stava girando un documentario sul conflitto territoriale tra i due paesi.
Il 1 dicembre 2023, la Corte Internazionale di Giustizia ha emesso una sentenza in cui ha stabilito che “la Repubblica Bolivariana del Venezuela deve astenersi da qualsiasi azione che modifichi la situazione attuale nel territorio conteso”, senza vietare il referendum.
Il CNE ha stabilito che l'esito del referendum era favorevole ad autorizzare la creazione di uno Stato nel territorio conteso e a dare la nazionalità venezuelana ai residenti di Guayana Esequiba, così come le altre questioni proposte dal governo nel referendum, che sollevavano ulteriormente ulteriori tensioni con la Guyana.

### Istituzione dello stato federato di Guayana Esequiba
Il 5 dicembre 2023, Maduro ha ordinato, in un incontro con il suo gabinetto di governo, di "attivare immediatamente il dibattito nell'Assemblea nazionale e l'approvazione della legge organica per la creazione di Guayana Esequiba" come Stato venezuelano, annunciando anche che sarebbe stato ha creato una "zona di difesa globale della Guayana Esequiba" situata a Tumeremo, nello stato di Bolívar, al confine con la zona rivendicata. Lì verrà installata la sede politico-amministrativa del nuovo Stato, la cui "autorità unica" sarà il generale Alexis Rodríguez Cabello. Allo stesso tempo, il territorio di Essequibo è stato ufficialmente incorporato nella mappa del Venezuela, è stato annunciato che sarebbero state concesse licenze operative per lo sfruttamento del petrolio greggio, del gas e delle miniere in detto territorio e l’istituzione di un piano di "assistenza sociale" per il territorio abitanti della Guyana Esequiba, che verrebbero registrati e otterrebbero una carta d'identità venezuelana.
Quel giorno, il capo del Comando Operativo Strategico, Domingo Hernández Lárez, ha annunciato sulla rete sociale "Lo Scudo Guayanés", pubblicando anche le immagini di un ponte in costruzione e di aiuti medici alla gente del posto da parte dell'esercito, nonché di un camion con materiali da costruzione. Successivamente, il procuratore generale della Guyana, Anil Nandlall, ha dichiarato che avrebbe chiesto aiuto al Consiglio di sicurezza delle Nazioni Unite se il Venezuela avesse preso il territorio con la forza.
Il 6 dicembre 2023, un elicottero Bell 412EP operato dalla Forza di difesa della Guyana si è schiantato nella Guyana occidentale, uccidendo cinque delle sette persone a bordo. L'incidente è avvenuto circa 50 km a est di Arau, vicino al confine venezuelano. L'elicottero trasportava alti ufficiali militari dell'esercito guyanese e, secondo quanto riferito, era impegnato in "operazioni di frontiera".
Il presidente brasiliano Lula da Silva ha espresso la sua volontà di mediare tra i due paesi per evitare un conflitto armato, mentre il 7 dicembre l'esercito brasiliano si è mobilitato verso il confine di entrambi i paesi anticipando una possibile occupazione venezuelana.
Il 9 dicembre il primo minisitro di Saint Vincent e Grenadine Ralph Gonsalves ha annunciato che, in qualità di attuale presidente della Comunità di Stati Latinoamericani e dei Caraibi, ospiterà un incontro fra i leader di Guyana e Venezuela, al auale ha invitato anche il presidente brasiliano Lula. Durante quest'incontro, svoltosi il 14 dicembre, i presidenti di Guyana e Venezuela hanno concordato di astenersi dall'uso della forza per risolvere la disputa, ricorrendo invece al diritto internazionale e "tenendo conto anche dell'accordo di Ginevra [del 1966]", senza però raggiungere un accordo specifico per la risoluzione.

## Reazioni internazionali

### Altri stati
- Guyana: il governo guidato da Irfaan Ali e Mark Phillips non riconosce il referendum convocato in Venezuela.
- Brasile: il presidente Luiz Inácio Lula da Silva ha dichiarato che "non vogliamo e non abbiamo bisogno di una guerra in Sud America", e che il suo paese cercava una soluzione pacifica al conflitto e si offriva come mediatore fra le parti.[33] Alcuni reggimenti dell'Esercito Brasiliano sono stati inviati per controllare il confine della tripla frontiera.
- Giamaica: la ministra per gli affari esteri Kamina Johnson-Smith ha ribadito il supporto del paese per la Guyana, dichiarando che: "La Guyana può continuare a contare sul sostegno della Giamaica alla [...] difesa dei suoi diritti di sovranità e della sua integrità territoriale".[34]
- Nicaragua: il presidente Daniel Ortega si è congratulato con il Venezuela per lo svolgimento del referendum, dichiarando che ciò dimostra la dedicazione del Venezuela "alla pace e al futuro nella fratellanza delle nazioni del mondo".[35]
- Regno Unito: l'Ufficio degli esteri, del Commonwealth e dello sviluppo ha condannato le azioni del Venezuela, definendole "ingiusticate" e chiedendo che esse cessino.[36]
- Russia: il 5 dicembre l'agenzia di stampa russa TASS ha annunciato una visita di Maduro al Cremlino prima della fine dell'anno.[37]
- Stati Uniti: il 6 dicembre Segretario di Stato Antony Blinken ha chiamato il presidente guyanese Ali per rassicurarlo del "supporto incondizionato" degli Stati Uniti.[38] Lo stesso giorno, l'addetto alla stampa del Pentagono John Kirby ha dichiarato che gli Stati Uniti continueranno a mostrare il proprio sostegno incrollabile alla sovranità della Guyana.
- Ucraina: il Ministero degli affari esteri ha intimato al Venezuela di rispettare l'autorità della CIG, e ha dichiarato che Venezuela e Guyana non dovrebbero intraprendere azioni unilaterali che possano aggravare la situazione.[39]

### Organizzazioni internazionali
- Mercosur: il 7 dicembre, i membri del blocco commerciale si sono incontrati per discutere della crisi. Il Venezuela non era presente, in quanto sospeso dell'organizzazione nel 2016 per aver infranto la sua "clausola democratica".[40] Alcune fonti hanno riportato che il blocco sta lavorando a una dichiarazione congiunta.[41]
- L'Organizzazione degli Stati Americani (OSA) e la Comunità Caraibica (CARICOM) non riconoscono lo Stato federato venezuelano di Guyana Esequiba, che consideramo parte integrante del territorio della Repubblica Cooperativa di Guyana.
- La Corte internazionale di giustizia ha intimato al governo venezuelano di Maduro di ritirare il referendum.